# جزیره ترافیکی

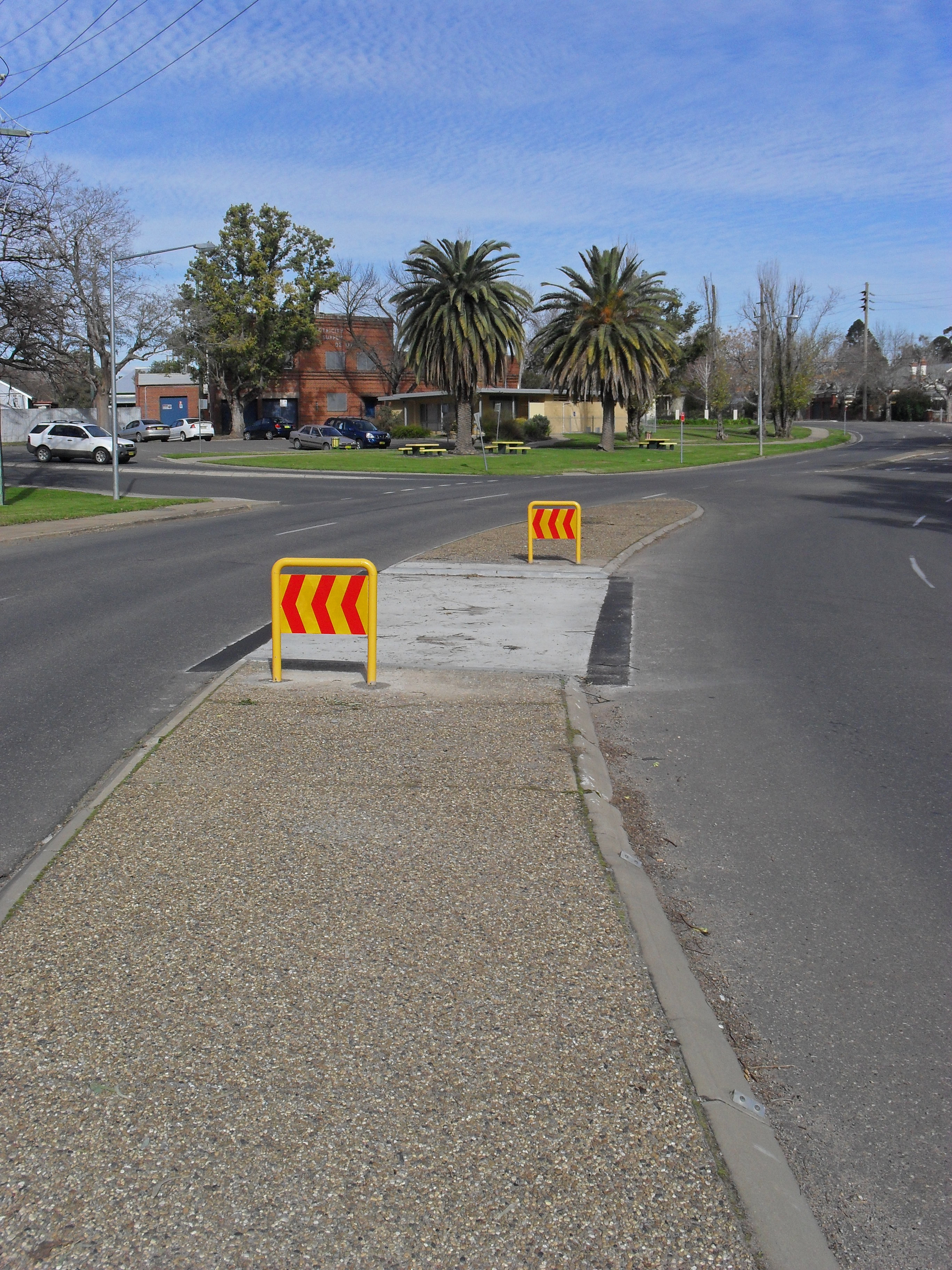
ترافیک جزیره در وگگا وگگاهای, New South Wales, استرالیا

یک جزیره ترافیک یک جسم جامد یا رنگی در یک جاده دارای کانال‌های ترافیک است. همچنین می‌تواند یک نوار باریک از جزیره بین جاده‌هایی باشد که در یک زاویه حاد متقابل هستند. اگر جزیره تنها از نشانه‌گذاری جاده‌ها استفاده می‌کند، بدون برجای ماندن یا مانع فیزیکی دیگر، این جزیره رنگین یا (به ویژه در انگلستان) جزیره ارواح نامیده می‌شود. جزیره‌های ترافیکی می‌تواند برای کاهش سرعت اتومبیل‌های رانندگی استفاده شود.
وقتی که جزایر ترافیکی بلندتر می‌شوند، به جای جزیره‌های ترافیک آنها میانه‌های ترافیکی نامیده می‌شوند، یک نوار در وسط یک جاده، که در خدمت تابع تقسیم‌کننده در یک فاصله بسیار طولانی است.
هنگام چرخش به چپ، رانندگان اغلب در جزیره‌های ترافیکی حرکت می‌کنند حتی اگر از لحاظ فنی غیرقانونی باشد. برخی از جزایر ترافیکی ممکن است به عنوان جزایر پناهگاه برای عابران پیاده مطرح شوند. [۳] جزیره‌های ترافیکی اغلب در خیابان‌ها با تقاطع‌های نیمه کور استفاده می‌شود تا از بریدن گوشه‌ها با نتایج بالقوه خطرناک جلوگیری کند یا به منظور اینکه به‌طور کلی از برخی حرکات برای ایمنی ترافیک و آرامش بخشیدن به آن جلوگیری کند.
در برخی مناطق انگلستان، به ویژه در میدلندز، اصطلاح جزیره اغلب به عنوان مترادف برای میدان استفاده می‌شود.